# Rainy Day (песня)
«Rainy Day» (в переводе с англ. — «Дождливый день») — песня немецкой поп-рок-группы Fool's Garden из альбома Go and Ask Peggy for the Principal Thing, выпущенная на сингле в 1998 году лейблом Intercord. Это был третий и последний сингл из данного альбома. В 2009 году песня также была включена в сборник хитов группы High Times — The Best Of Fools Garden.

## О песне
Между вторым припевом и третьим куплетом в песне присутствует монолог, подражающий прогнозу погоды по радио. Он был записан в отеле «Fitzpatrick Castle» в Дублине ирландским актёром Оливером Магуайром. Остальная часть композиции была записана и смикширована группой на студиях Maryland и Hinkelstone Studio в Вайль дер Штадте. По мнению Дмитрия Бебенина, в песне прослеживается влияние The Kinks, а сам стиль песни можно охарактеризовать как смесь мюзик-холла с психоделическим роком.
| Прогноз погоды |
| --- |
| Äh, here is the weather forecast. A deep depression over Ulster is lifting gradually, very gradually. So things are looking brighter for all those Northern towns. Rainy days are forecast but at the moment the weather is brighten. No thunder, no lightning, all in all the forecast is good and the sun will be coming out and hopefully staying out (schnauf!) for the whole of the country. Yippieh! |

В 1998 году «Rainy Day» звучала в эфире европейских радиостанций, хоть и не так активно, как два предыдущих сингла из Go and Ask Peggy for the Principal Thing. Журнал Music & Media отмечал широкое радиовещание только в Латвии и Польше. В 2006 году песня была включена в саундтрек  к южнокорейскому ситкому «Радужный роман». В 2018 году в статье для путешественников в газете „The Hindu“ порекомендовали слушать эту позитивную песню для поднятия настроения, если вдруг дождливая погода испортила туристические планы.

## Список композиций
| №                   | Название                    | Автор(ы)                            | Длительность |
| ------------------- | --------------------------- | ----------------------------------- | ------------ |
| 1.                  | «Rainy Day» (Radio Version) | Фолькер Хинкель, Петер Фройденталер | 2:53         |
| 2.                  | «Rainy Day» (Album Version) | Фолькер Хинкель, Петер Фройденталер | 3:11         |
| Общая длительность: | Общая длительность:         | Общая длительность:                 | 6:04         |

## В записи участвовали
- Петер Фройденталер — композитор, вокал
- Фолькер Хинкель — композитор, гитара, бэк-вокал
- Роланд Рёль — клавишные, бэк-вокал
- Томас Мангольд — бас-гитара, бэк-вокал
- Ральф Вохеле — ударные, бэк-вокал
- Оливер Магуайр — прогноз погоды

## Позиции в чартах
| Год  | Организация   | Чарт                 | Позиция | Недели |
| ---- | ------------- | -------------------- | ------- | ------ |
| 1998 | Music & Media | Major Market Airplay | 12      | 2      |